# Inhalační anestetika

Strukturní vzorec halothanu

Inhalační anestetika jsou skupinou léčiv používaných k navození celkové anestezie organismu. Protože jsou to plyny nebo těkavé kapaliny, jsou aplikovány vdechováním.

## Historie
V minulosti používané hořlavé plyny nebo těkavé kapaliny se již nepoužívají pro riziko exploze, jelikož se vzduchem tvoří výbušnou směs. Tato vlastnost je potlačena halogenací, proto nacházejí větší využití látky ze skupiny halogenovaných uhlovodíků. Chloroform a halothan byly nahrazeny pro svůj nepříznivý bezpečnostní profil modernějšími látkami ze skupiny fluranů. Ze skupiny anorganických plynů je v současnosti využíván oxid dusný.

## Mechanismus účinku
Mechanismus účinku lze přisoudit schopnosti akumulace těchto látek v lipidové vrstvě buněčné membrány, čímž dochází k ovlivnění její propustnosti. Rovněž může docházet ke specifickému ovlivnění některých buněčných receptorů, např. některých iontových kanálů.

## Nežádoucí účinky
Při biotransformaci mohou být postižena játra toxickými metabolity. Dále hrozí kardiorespirační útlum nebo ovlivnění kognitivních funkcí. Závažným nežádoucím účinkem je prudký vzestup tělesné teploty provázený křečemi (maligní hypertermie). Rovněž může dojít k oslabení imunitního systému s následnou infekcí.

## Rozdělení

### Anorganické plyny
- oxid dusný
- xenon

### Nehalogenované uhlovodíky a ethery
- diethylether

### Halogenované uhlovodíky a ethery
- chloroform
- halothan
- isofluran
- desfluran
- sevofluran